# Lane Kirkland
Lane Kirkland (Camden (South Carolina), 12 maart 1922 - Washington D.C., 14 augustus 1999) was een Amerikaans vakbondsleider. Hij diende meer dan zestien jaar als voorzitter van de vakbond American Federation of Labor and Congress of Industrial Organizations (AFL-CIO).

## Levensloop
Kirkland studeerde vanaf 1941 aan de United States Merchant Marine Academy en rondde deze het jaar erop, in 1942, af. Aansluitend werd hij militair officier belast met handelsschepen.
Na de Tweede Wereldoorlog behaalde een bachelorgraad aan de Edmund A. Walsh School of Foreign Service van de Universiteit van Georgetown en werkte hij als wetenschappelijk medewerker voor de American Federation of Labor (AFL). Vanaf 1960 werd hij assistent van de toenmalige voorzitter George Meany van het in de tussentijd gefuseerde AFL-CIO. Na het terugtreden van Meany in 1979 werd Kirkland voor deze positie gekozen.
Kirkland stond bekend als een anticommunist en hij besteedde een groot deel van zijn tijd aan de ondersteuning van de democratie en de vakbonden in Polen. Dit gold in het bijzonder voor Solidarność in de jaren tachtig, maar hij hield zich ook bezig met vakbonden in de Volksrepubliek China, Cuba, Zuid-Afrika en Chili.
Deze inspanningen en ook enkele mislukte stakingen zorgden voor een daling van het ledental, in het bijzonder tijdens het presidentschap van Ronald Reagan. 
Kirkland verzilverde niettemin wel zijn hoofddoelstelling om de Amerikaanse bonden weer te verenigen onder de vakfederatie van de AFL-CIO. Dit lukte in 1990 met de terugkeer van de International Brotherhood of Teamsters, de United Mine Workers, de United Auto Workers en de International Longshore and Warehousemen's Union of the West Coast bij de moederbond.
In eerste instantie stelde hij zich in 1990 opnieuw verkiesbaar voor de vakfederatie, maar zag enkele maanden later daarvan af vanwege het grote ledenverlies tijdens zijn bestuur.

## Erkenning
Kirkland werd in 1989 door president George H.W. Bush onderscheiden met een Presidential Citizens Medal en in 1994 door Bill Clinton met een Presidential Medal of Freedom, de hoogste burgerlijke onderscheiding in de Verenigde Staten. Het jaar erop, in 1995, kende het Franklin and Eleanor Roosevelt Institute hem de Four Freedoms Award toe in de categorie vrijwaring van gebrek.
Uit dank voor zijn steun aan de Poolse vakbond werd hem postuum de hoogste Poolse onderscheiding toegekend in de Orde van de Witte Adelaar. Verder werd na zijn dood in het kader van het Fulbright-programma de Lane-Kirkland-studiebeurs in het leven geroepen, om de uitruil met Poolse studenten mogelijk te maken.